# Candiba
Candiba är en kommun i Brasilien.   Den ligger i delstaten Bahia, i den östra delen av landet, 600 km öster om huvudstaden Brasília. Antalet invånare är 13 205.
I omgivningarna runt Candiba växer huvudsakligen savannskog. Runt Candiba är det glesbefolkat, med 10 invånare per kvadratkilometer.